# 浅野宗恒
浅野 宗恒（あさの むねつね）は、安芸国広島藩の第6代藩主。浅野家21代当主。将軍徳川吉宗よりの偏諱で宗恒と名乗った。水野忠邦の曽祖父。

## 生涯
享保2年（1717年）8月23日、第5代藩主・浅野吉長の長男として江戸桜田の上屋敷で生まれる。享保11年（1726年）9月1日、将軍・徳川吉宗に拝謁する。享保16年（1731年）11月23日、元服し、従四位下・刑部大輔に任官する。寛延2年12月18日（1750年）、侍従に任官する。宝暦2年（1752年）3月7日、父が死去したため家督を継いだ。家督相続により、通称を安芸守に改める。宝暦3年（1753年）4月18日、お国入りの許可を得る。
広島藩の財政は父の時代からすでに悪化していたが、宗恒の時代にも幕命による延暦寺堂塔修復による15万両の出費に加えて、領内で凶作や大火が相次いで財政が窮乏化した。このため、宝暦3年（1753年）には家臣団の知行を半減し、宝暦4年（1754年）には永代家禄制度の廃止、能力制による家禄の改正など、世襲制の一部廃止を断行する一方で、自ら倹約に努め、さらに役人の不正摘発や裁判制度の公正化など、様々な藩政改革に着手して、改革をほぼ成功させた。
宝暦13年（1763年）2月21日、長男の重晟に家督を譲って隠居する。隠居により、通称を但馬守に改める。天明7年（1787年）11月24日、広島で死去した。享年71。

## 系譜
- 父：浅野吉長（1681-1752）
- 母：節姫（1680-1730） - 前田綱紀の次女
- 正室：喜代（1732-1750） - 前田吉徳の娘
- 側室：和泉
  - 長男：浅野重晟（1743-1814）
  - 次男：水野忠鼎（1744-1818） - 水野忠任の養子、水野忠邦の祖父
  - 三男：浅野長員（1745-1808） - 浅野長喬の養子
  - 四男：浅野長包
  - 女子：松平定功正室 - のち松平資承正室